# 하이바라 아이
하이바라 아이(일본어: 灰原哀, はいばら あい)는 아오야마 고쇼의 만화 《명탐정 코난》에 등장하는 인물이다. 본명은 미야노 시호(일본어: 宮野志保, みやの しほ)이나, 작품에서는 본명을 사용하지 않는다. 검은 조직에 있었을 때의 코드 네임은 쉐리(일본어: シェリー/Sherry)이다.
한국판 이름은 홍장미,
북미판 이름은 아니타 헤일리이며,   한국판 본명은 안시호다.

## 성장 배경
검은 조직의 조직원으로 코드네임은 쉐리(스페인의 백포도주 Sherry, 흔히 쉐리 혹은 셰리주라고 함)다.
조직이 심혈을 기울여 개발하고 있었던 독약 APTX4869의 개발자이다. 단 한 명의 혈육이었던 언니(미야노 아케미)가 조직에 살해된다. 셰리는 그 이유를 조직에 추궁했지만 조직은 살해 이유를 밝히지 않았다. 이에, 셰리는 APTX4869의 연구 중단을 선언했다. 당연히 조직에 반항한 셰리는 조직 내 가스실에 감금되었다. 셰리는 언니와 같이 자신도 살해당할 거란 생각을 한다. 어차피 남의 손에 죽을 거면 자살하는 것이 낫다는 생각으로 셰리(쉐리)는 몰래 가지고 있던 APTX4869를 스스로 복용했는데, 세포들의 자기파괴프로그램의 우발적인 작용으로 쿠도 신이치와 같이 신체가 줄어들었다. 수갑으로 손이 묶여 있던 그녀는 손이 풀려 작은 쓰레기 탈출구로 조직을 빠져나간다. 예전에 조직에서 쿠도 신이치의 저택을 조사하던 중 다른 물건들은 그대로 남아 있는데 아동복만 없어진 것으로 보아서 쿠도 신이치가 작아졌을 가능성이 높은 걸 안 그녀는 유일하게 의지가 되는 신이치의 집으로 가지만 약의 데미지로 결국 문 앞에서 쓰러진다. 쓰러져 있던 그녀를 아가사 박사가 구해주었다.
하이바라 아이의 이름은 아가사 박사가 지었다.이름은 코델리아 그레이(Cordelia Gray)란 탐정의 이름에서 Gray(회색=하이바라), V·I·워쇼스키 (V. I. Warshawski)의 V.I를 뒤집어 A.I를 합성하여 지었다. 박사는 "아이(愛)"로 이름을 짓고 싶었지만, 본인의 희망으로 "아이(哀)"가 되었다. 하지만 일본잡지인 다빈치 5월호 명탐정 코난 특집에서 배우 사토 타케루와 아오야마 고쇼 작가의 대화 중 '하이바라 아이의 아이는 실은 아이린 애들러에서 따온 것입니다'라는 말이 나오면서 아이린 애들러에서도 따온 것이 확정되었다. 정체가 드러나는 걸 막으려고 코난과 같이 테이탄 초등학교 1학년으로 전학 수속을 했다. 현재 아가사 박사와 둘이서 살고 있다. 현재 APTX4869의 해독제를 연구하고 있다. 몇 번 APTX4869의 데이터를 가져오려고 시도했지만 실패했다.하이바라가 만든 APTX4869는 원래 목적이 사실 사람을 죽이는 용도가 아니였고, 단지 부모님이 남긴 데이터를 싹싹 긁어모아 만든 것.
- 조직에 있었을 당시 진과 모종의 관계가 있었다고 작가가 언급한 바 있다. 176~178 '검은 조직과의 재회'편에서는 미심쩍은 부분들이 많이 드러난다. 진은 그녀의 머리카락 색, 그녀가 좋아하는 색깔을 정확히 알고 있으며 그녀의 성격이나 행동을 꿰뚫어 보고 있다. 또한 이 시리즈의 끝부분에서 쿠도 신이치가 "너 조직에 있을 때 혹시…" 라고 물으려 하자 그의 말을 끊으며 화제를 돌린다. 이 때문에 진과 연인사이가 아니었느냐는 추측이 나오고 있지만 사실 여부는 알 수 없다. (진도 그녀도 베일에 싸인 인물이고 과거에 대한 언급을 거의 하지 않는다)

## 인물 정보
APTX 4869를 만든 장본인. 아빠는 미야노 아츠시, 엄마는 영국인 미야노 엘레나, 언니는 미야노 아케미다. 어릴 때 조직의 명령으로 미국에 유학을 갔다. 나이는 17(한국판은 18)세다. 언니와는 달리 미국에서 유학했기 때문인지, 조직에서 활동한 과학자였던 부모에 대해 그리움을 갖고 있다. 성격은 다가가기 어려울 정도로 차갑고 언제나 냉정한 편. 하지만 동시에 속은 여리며 배려심이 깊다. 과거에 검은조직에 속해 있었던 전력과 부모님, 특히 사랑하는 언니까지 잃어버리는 아픔을 겪어서 모든 생각과 모든 세상을 부정적으로 바라보는 경향이 짙다. 하지만 코난과 소년탐정단을 만나면서, 점점 자신의 밝은 면을 알아간다. 현재 테이탄 초등학교 1학년 B반이다. 소년 탐정단을 도우기도 한다. 가끔씩 코난이 추리를 하는 도중 힘들어하거나 경솔한 행동을 하다싶으면 날카로운 한마디로 조언이나 경고를 해준다. 코난과 신이치가 동일 인물임을 알고 있는 인물 중 하나이다. 가장 친한 친구는 요시다 아유미이다.
+코난을 약간 좋아한다.(진홍의 수학여행에서 확인 할 수 있다.)
하이바라는 조직의 냄새를 감지할 수 있는데, 시간이 지나면서 서서히 감각이 둔해지고 있다. 과거에 조직에 깊숙하게 관여한 일이 있는 것으로 보인다. 조직 보스의 이메일 주소가 '판도라의 상자'라고 말하며, 조직의 목표에 대해 의미심장한 발언을 한 적도 있다. 또한 영원한 젊음과 미모를 가져다 준다는 듀공의 화살과 관련된 임무를 수행한 적이 있는 것으로 보인다 ('그리고 인어는 사라졌다' 편 방명록에 미야노 시호라는 이름이 남아 있으며 쿠도 신이치도 이것을 발견했지만 크게 신경쓰지 않고 넘어갔다)
진의 언급에서도 알 수 있듯이 천재적인 두뇌를 가지고 있는 엘리트다. 암산으로 고등학교 루트를 계산할 수 있으며(극장판 5기 천국으로의 카운트다운' 참고), 곤돌라를 타면서도 곤돌라의 회전 직경과 주기를 계산하여 곤돌라의 속력을 암산으로 구하는 것으로 보아 계산 실력 또한 뛰어나다('흔들리는 경시청, 1200만의 인질' 참고). 코난이 감기에 걸렸을 때 이를 급성상기도염이라고 말하는 것이나, 시라토리 경부의 증상을 보고 즉시 '급성경막하혈종'이라는 진단을 내리는 모습('흔들리는 경시청, 1200만의 인질' 참고, 그리고 극장판 8기 '은빛 날개의 마술사'에서 비상착륙할 장소의 지반이나 비행기의 속력 등을 체크하는 모습은 하이바라가 과학적/의학적인 지식도 갖추고 있음을 보여 준다. 물론 이는 APTX4869와 그 해독제를 개발하고 있다는 사실만 보아도 알 수 있는 사실이다)
또한 하이바라는 첫 등장편이었던 '검은 조직에서 온 여자, 대학 교수 살인 사건'편에서 사건의 범인인 여자에게 총을 쏴 머리 근처에 명중시킨다. (죽이고 싶은 생각은 없었기 때문에 일부러 머리 근처를 노린 것으로 보인다) 마취침을 사용하는 장면도 그녀의 저격실력을 보여준다. 극장판 9기 '수평선상의 음모'에서는 코난을 대신하여 보트 운전을 하기도 한다. 코난만큼은 아니지만, 검은 조직의 행동을 예측하는 것, 코난의 정체를 알아낸 것, 암호를 해독하여 강도임을 눈치챈 것 등으로 미루어 보아 추리력이 뛰어난 듯하다. 실제로 가끔 코난을 대신해 사건을 추리해 나가기도 한다. 또한 검은조직 멤버들의 모습과 하는 일을 다 알고 있을 정도로 기억력이 뛰어나며, 총알 자국이나 약간 남아 있는 핏자국, 박스 위에 있는 권총 등을 관찰하는 것으로 보아 관찰력이 뛰어나다. 또한 검은 조직의 멤버가 사용한 노트북으로 APTX4869의 데이터를 MD에 복사하는 등 컴퓨터 실력이 뛰어나다(177화 '검은 조직과의 재회 코난편' 참고).
연기력이 매우 뛰어나다. '목숨을 건 부활' 시리즈에서 란이 코난의 정체를 의심하자 하이바라가 코난으로 변장해 생활하는데, 주위 사람들은 이를 전혀 눈치채지 못한다. 범인을 잡기 위해 배가 아픈 연기를 한 일도 있으며 (375화 '별과 담배의 암호 후편' 참고), 극장판 10기 '탐정들의 진혼가'에서도 아픈 연기를 해 위기를 모면한다.
좋아하는 축구 선수는 자신과 처지가 비슷한 빅 오사카의 "히고" 선수다.
- 하이바라는 평상시에 주변 사람들을 "그(그녀)"나 "당신(あなた)"라고 부르며, 코난을 부를 때 혹은 마음속으로 생각할때는‘쿠도군’이라 부르지만, 주위에 사람이 있으면 ‘에도가와군’이라 부른다. 역(易)으로 주변 사람들이 하이바라를 부를 경우, 소년 탐정단의 아유미한테는 하이바라를 ‘아이쨩’으로 부르는 걸 허용하지만 미츠히코나 겐타에게는 허락되지 않았다. 겐타와 코난은 ‘하이바라’, 미츠히코나 고바야시 스미코는 ‘하이바라상’이라고 부른다. 또 아유미는 ‘아이쨩’으로, 아가사 박사는 ‘아이군’이라 부르며 모리 란은 '아이짱', '아이군' 등으로 부른다. 하지만 사람 이름 뒤에 짱이나 군을 붙이지 않는 한국판에서는 모두가 '장미야'라고 부르는것으로 번역됐다.

- 겨울이 되면 정전기에 약하기 때문에 자동차의 문을 열 때 코난에게 부탁했을 정도이다.(525화 참조) (한편 525화 중에 코난에게 정전기에 관련해서 과학적인 원리에 따른 정전기 피하는 팁을 배우는데 이는 하이바라의 설정상 다소 모순적이다.)  또한, 영화 상영 중에 무서운 장면이 나올 경우에 코난의 손을 잡은 일도 있다. 평소에 다른 등장인물보다 하품을 하는 빈도가 잦아서 단행본에서는 코난에게 '하품녀'라고 조롱을 받기도 한다.

그리고 유독 코난(신이치)에게 호의를 보여서,코난에게 마음을 두고있다는 뉘앙스를 풍기기도함.
하이바라의 성격은 쿨데레이다. (하지만 최근엔 좀 다르다)(밀실속에 있는 코난편 참고) 그 편에서 아가사 히로시 박사가 "아이는 츤데레니까"라는 말을 하기도 한다.
+최근 캐붕인지 변화인지는 확실치 않으나, 하이바라가 쿨데레에서 츤데레로 조금씩 바뀌고 있다.
- 하이바라 아이에서 아이는 사랑 애(愛)가 아닌 슬플 애(哀)라고 한다. 아가사 박사가 사랑 애가 어떻냐고 했더니 스스로 바꿔버렸다는....

## 기타 정보
- 처음부터 등장한 인물은 아니다.
- 일본판 기준 128화에서 하이바라의 언니, 미야노 아케미가 죽고 그 이후인 129화에서 처음 등장하게 된다.
- 극중에서(애니 230화) 죽음을 각오하고 남아있던 버스에서 코난에 의해 탈출하게 되었다.
- 극중에서(애니 460화) 코난군을 대신해 탐정 역을 맡게 된 적이 있다.
- 극중에서 언급하지는 않지만, 에도가와 코난과 같은 이유로 하이바라 아이라는 이름의 여권을 가지고 있지 않다.

## 성우진 및 드라마 배역
일본어판은 하야시바라 메구미가 더빙을 하고 있으며, 한국어 더빙판은 우정신이 더빙을 하고 있다. 영어 더빙판은 브리나 팔렌시아(Brina Palencia)가 더빙을 하였다.
드라마 스페셜에서는 가시이 유우가 미야노 시호 역을, 시바타 교카(柴田杏花)가 하이바라 아이 역을 맡았다.

## 각 언어판별 이름
하이바라 아이의 경우 한국어 더빙판에서는 홍장미라는 이름으로, 해외판에서는 애니타 헤일리(Anita Hailey)라는 이름으로 나온다.
미야노 시호의 경우 한국어 더빙판에서는 안시호라는 이름으로, 해외판에서는 시호 미야노(Shiho Miyano)라는 이름으로 나온다.

## 같이 보기
- APTX4869
- 검은 조직
- 에도가와 코난